# Technomyrmex strenuus
Technomyrmex strenuus é uma espécie de formiga do gênero Technomyrmex.